# Брід
Брід — неглибоке місце у водоймі, яким можна пересуватися пішим ходом або транспортом.

## Значення слова
Тлумачний словник дає таке визначення: «Мілке місце річки, озера або ставка, в якому можна переходити або переїжджати на інший бік».

## Історичні броди
- Зарубський брід — брід через Дніпро поблизу давньоруського міста Заруб (на 1328 версті від витоку Дніпра). Пізніше мав назву Монастирська мілина. Напередодні затоплення водами Канівського водосховища мав ширину 320 метрів і глибину 1 метр. У часи Київської Русі на обох сторонах броду стояли давньоруські фортеці Заруб і Устя, які прикривали переправу через Дніпро. Через Зарубський брід часто переправлялися руські дружини, що йшли з Києва до Переяслава. Так, 1096 року непомітно для половців, які взяли в облогу Переяслав, руське військо перейшло брід біля Заруба та несподіваною атакою розгромило ворога.
- Протолчий брід — вів з правого берега через Старий Дніпро на південну, плавневу частину Хортиці і далі через череду озер і Новий Дніпро на лівий берег. Брід було затоплено водами Дніпрогесу. 1784 року наймеша глибина броду складала 120 см. Ширина броду була 150—180 метрів (найвужча ділянка Дніпра на всій його течії нижче Києва). Протолчий брід неодноразово згадується в контексті походів руських князів проти половців. Згадується брід і 1223 року, коли русько-половецьке військо зібралося поблизу Хортиці (й на самому острові) та вирушило у фатальний для себе похід проти монголів в Приазов'я.

## Історичні переправи бродом

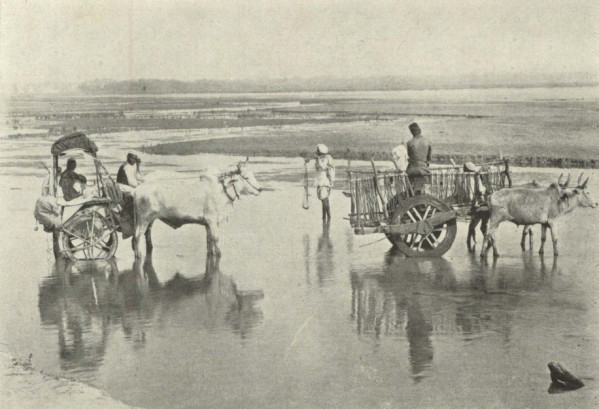
1905 рік, Індія

Серед найвідоміших в історії переправ через брід:
- Битва на річці Бойн 1 липня 1690 року (11 липня за новим стилем) як вирішальна перемога протестантів на католиками в Ірландії.
- Битва при Асаі 23 вересня 1803 року, де завдяки знайденому броду британці перемогли й отримали злам у Другій англо-маратхській війні з початком панування британців на плато Декан і в цілому у всій центрально-південній Індії.
- Битва при Роркс-Дрифт як перемога британців над зулусами 22 січня 1879 року поблизу важливого броду на прикордонній річці Буффало (Мзіняті).